# Parabathyscia sanfilippoi
Parabathyscia sanfilippoi es una especie de escarabajo del género Parabathyscia, familia Leiodidae. Fue descrita por Zoia en 1987.

## Distribución
Se encuentra en Italia.